# Beauvoir-de-Marc
Beauvoir-de-Marc is een gemeente in het Franse departement Isère (regio Auvergne-Rhône-Alpes). De plaats maakt deel uit van het arrondissement Vienne. Beauvoir-de-Marc telde op 1 januari 2022 1.103 inwoners.

## Geografie
De oppervlakte van Beauvoir-de-Marc bedroeg op 1 januari 2022 11,27 vierkante kilometer; de bevolkingsdichtheid was toen 97,9 inwoners per km².

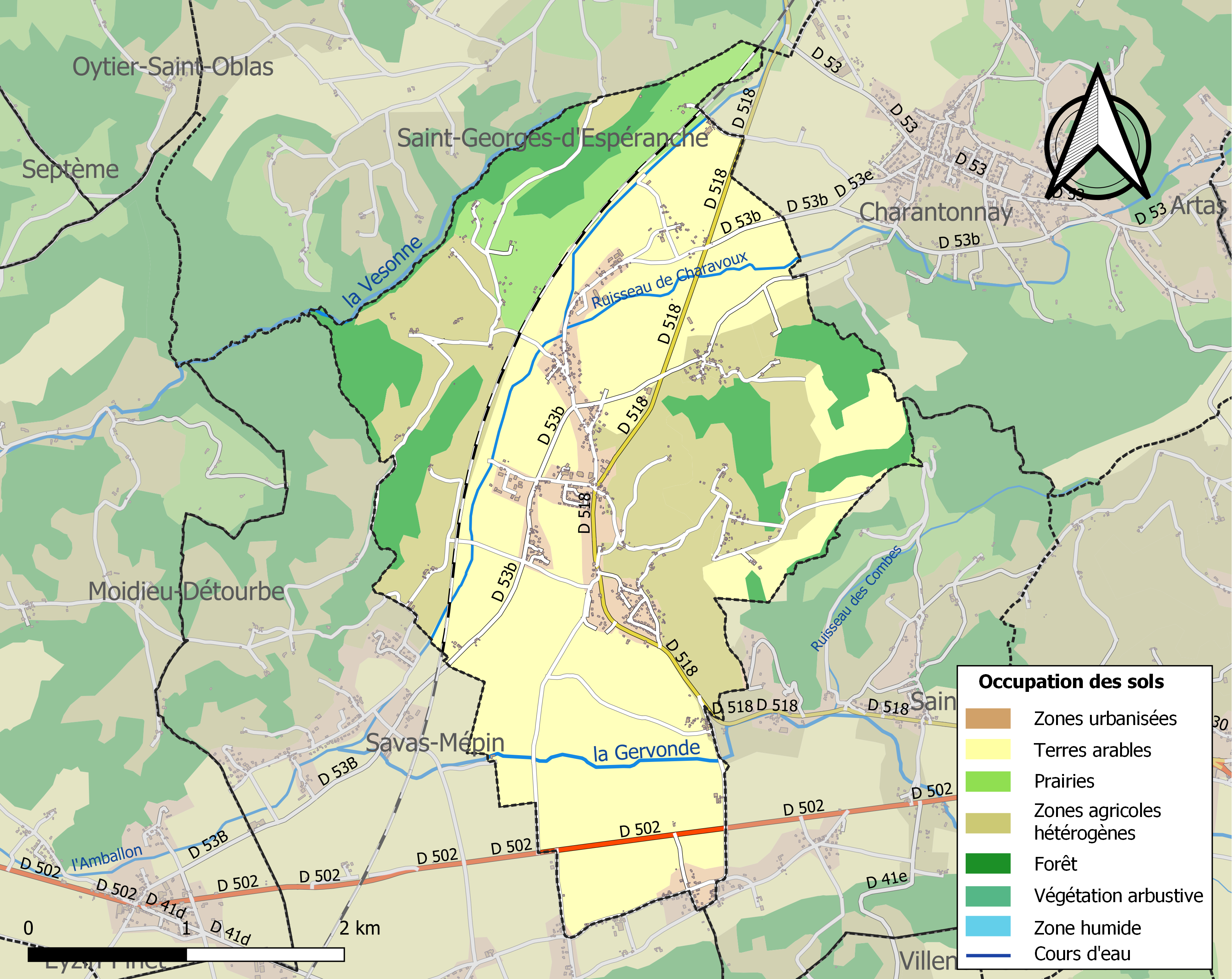
Kaart van de gemeente met de belangrijkste infrastructuur, bodemgebruik en omliggende gemeenten

## Demografie
Onderstaande figuur toont het verloop van het inwonertal (bron: INSEE-tellingen).